# 醉月湖
25°1′13.58″N 121°32′15.42″E / 25.0204389°N 121.5376167°E

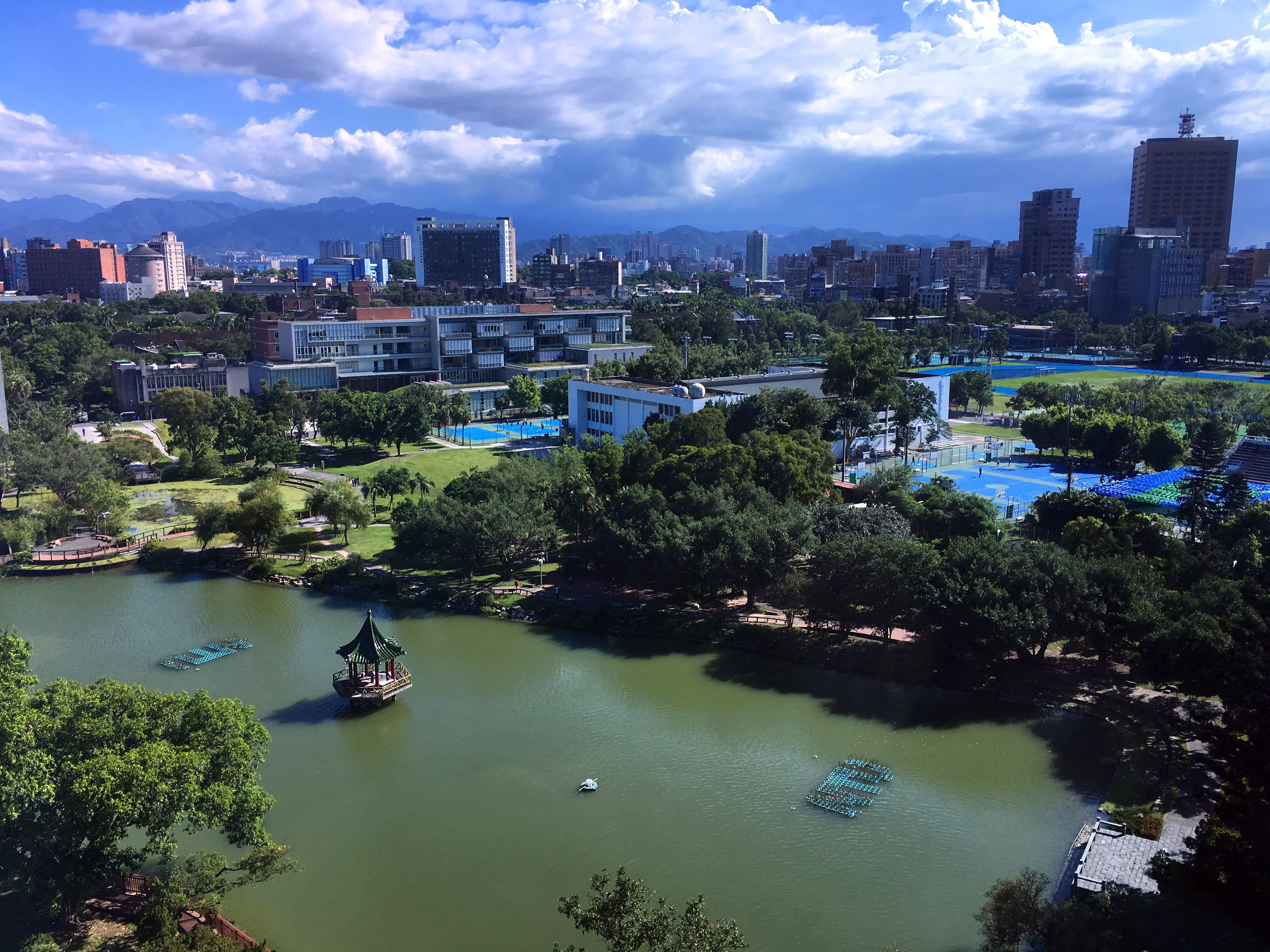
醉月湖俯瞰景象（向南），近處可見舊體育館及博雅教學館，遠處可見台電大樓、水源市場及第二學生活動中心（二活）

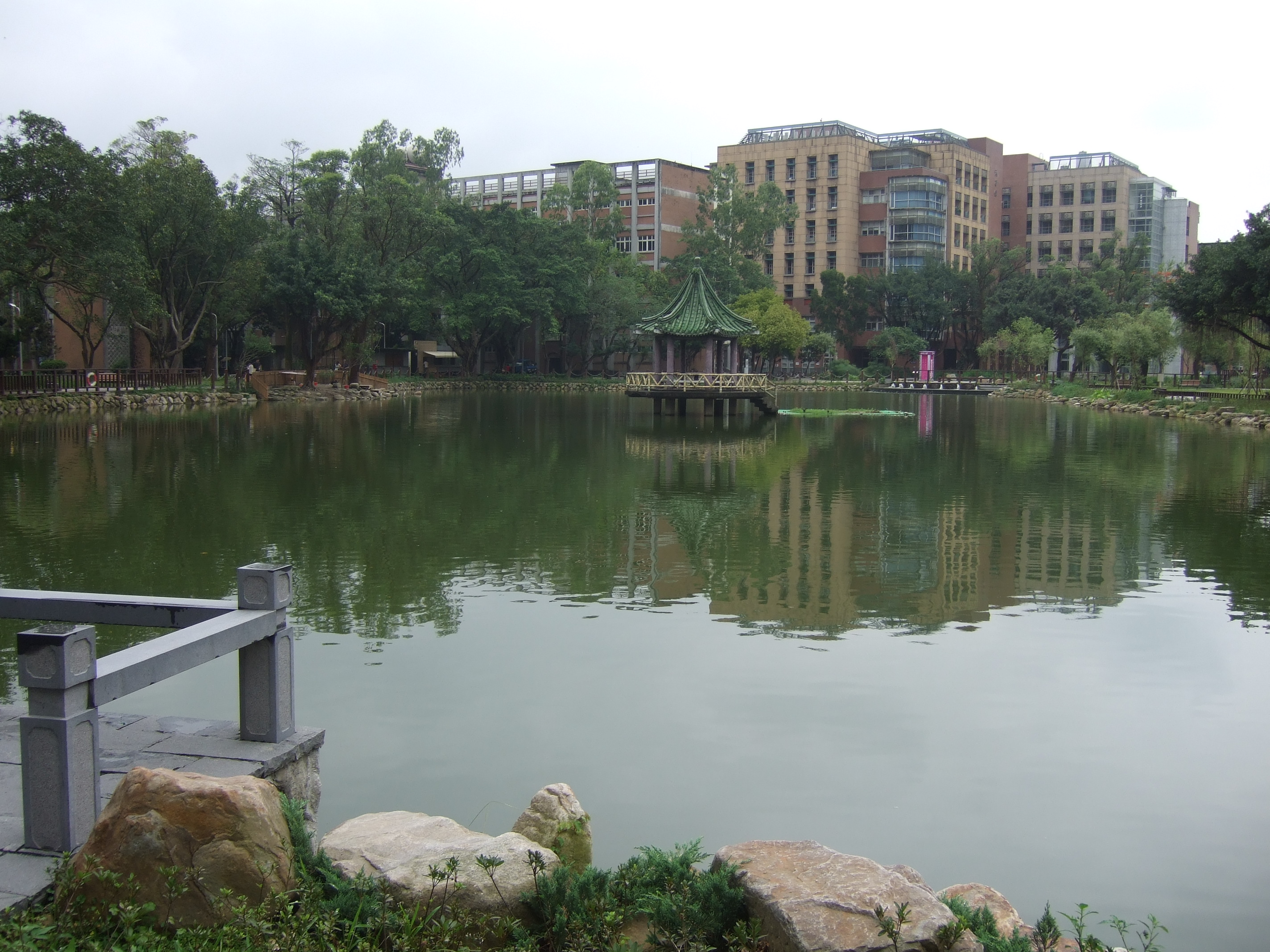
整修過後的醉月湖（大湖）

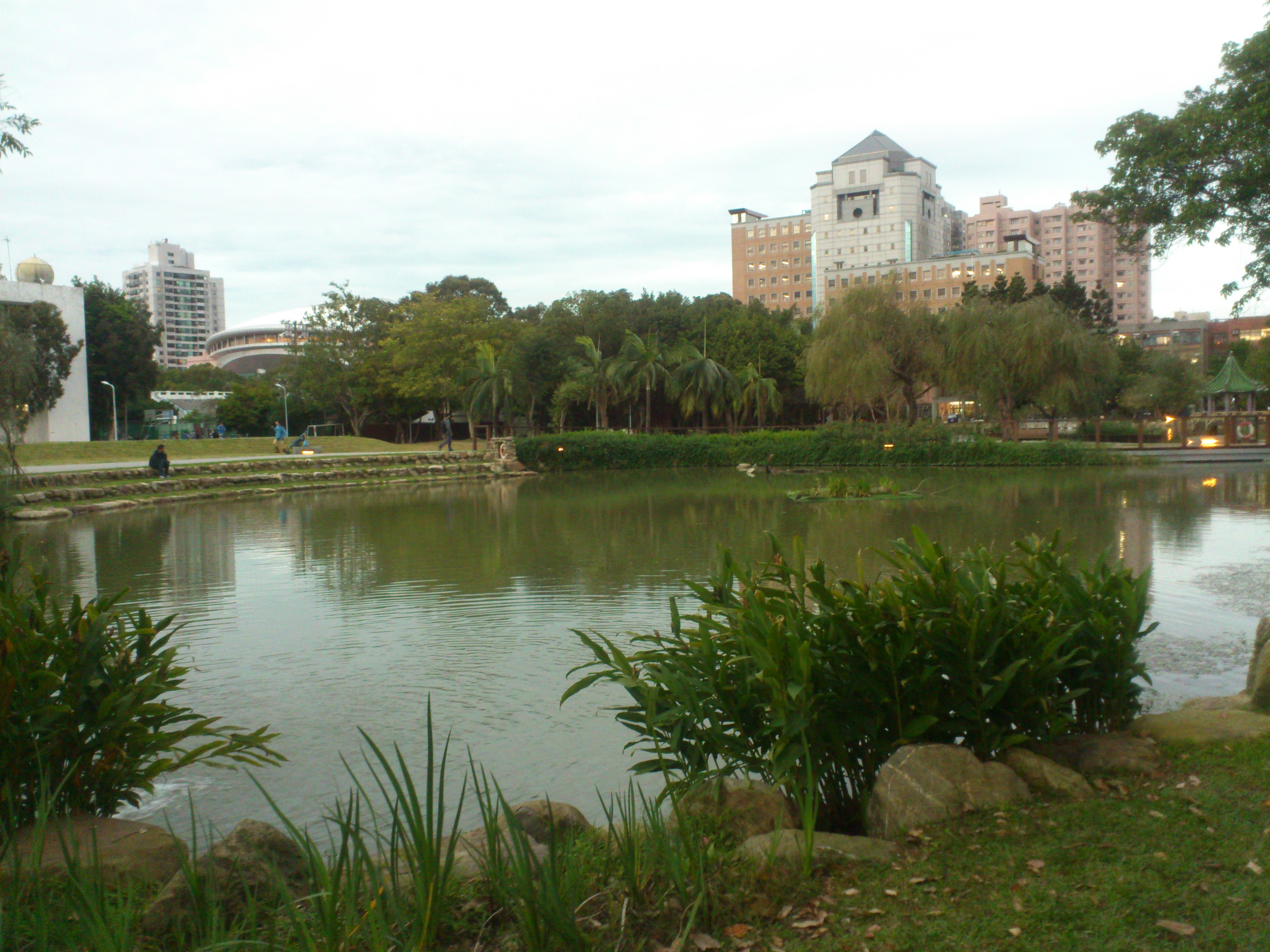
整修過後的醉月湖（小湖）

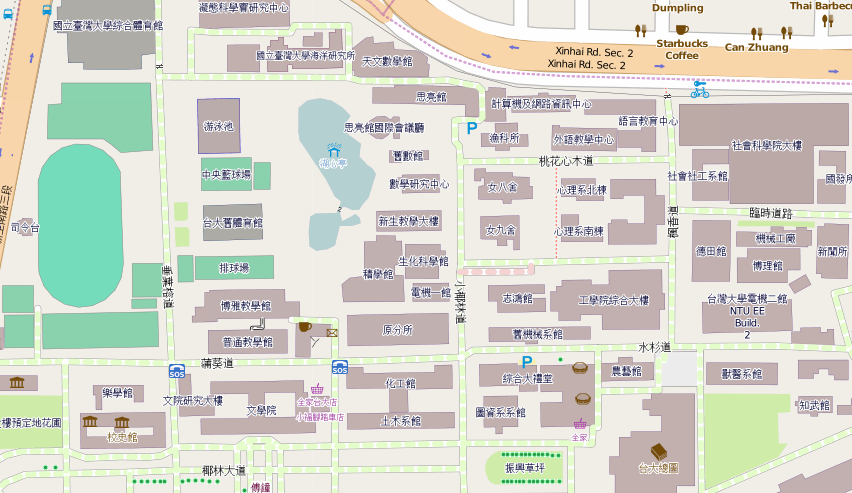
OpenStreetMap上的醉月湖

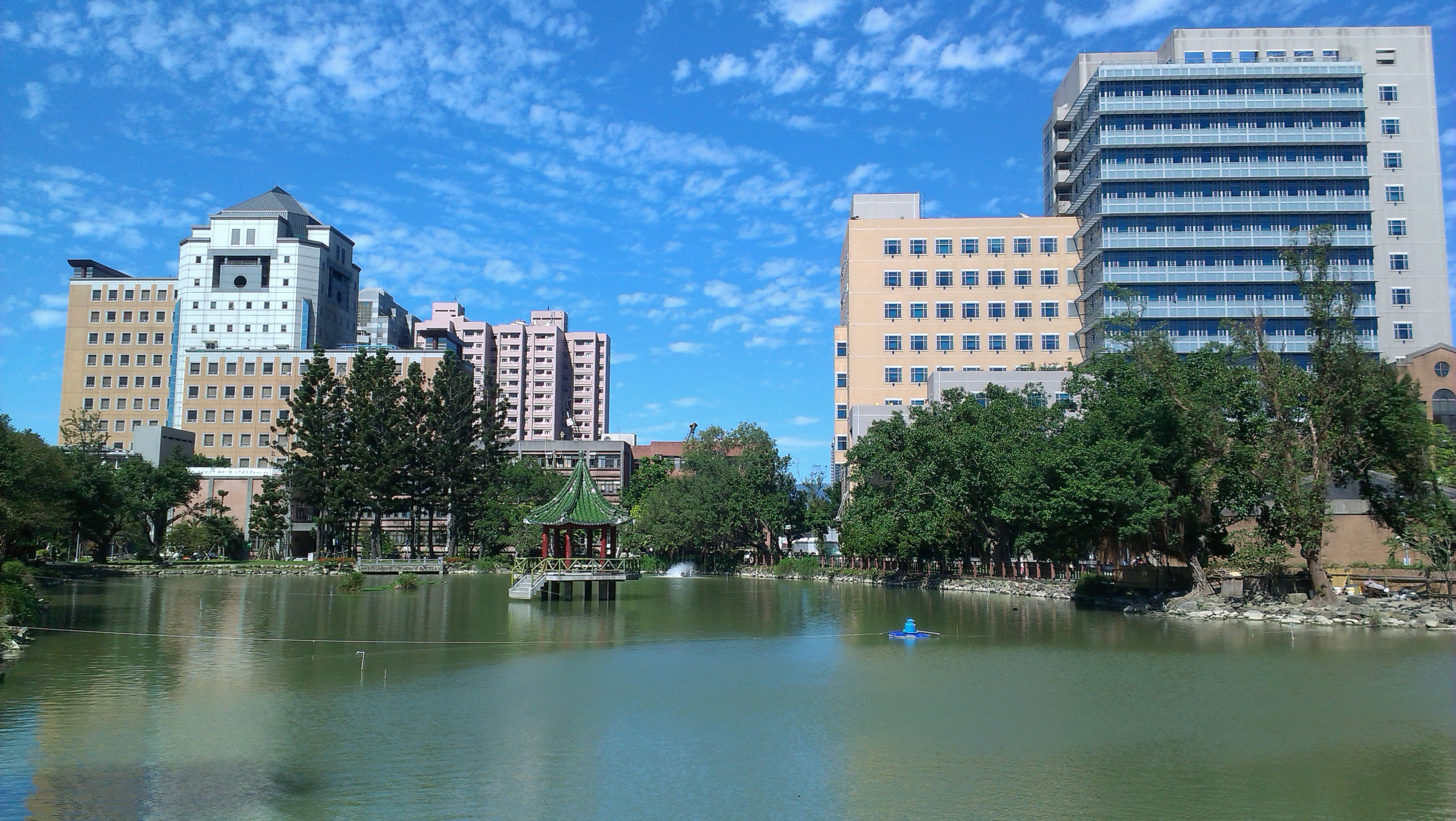
從整修後的醉月湖（大湖）湖畔望向物理系館（左）與天文數學館（右）

醉月湖，舊稱牛湳池（「湳」字意指泥沼地），是位於台灣台北市大安區的一座人工湖，地處國立臺灣大學校本部（公館校區）舊體育館後方，名列該校的十二景之一。
醉月湖分成三座池，彼此之間有路相通，且在交會處有一座木造涼亭，後因颱風而損毀。目前醉月湖景色，除了在岸邊有數棵的垂柳，尚有湖心亭建於池中，且沒有橋樑可通之。

## 歷史

### 起源
醉月湖原本是農用池埤，為調節瑠公圳之用，由瑠公圳數條水圳流經臺灣大學，為醉月湖的水源。1945年以前，當時湖邊還沒被大樓圍繞，四周盡是田野及池埤的景觀，水質清澈，故成學生游泳戲水與校方實驗養魚的地點。之後隨著校方的需求，周圍增建游泳池與海洋研究所等數棟建物。
直至1970年代及1980年代，醉月湖周圍大樓林立，實習農場遷往安坑，原有水圳也遭到加蓋，地形大變。有鑑於基隆路將瑠公圳第一幹線箱涵後，使瑠公圳無法注入湖中，因而使醉月湖的水質日漸惡化，2003年開始發起瑠公圳復育計畫，經過臺灣大學向臺北市瑠公農田水利會研討之後，對於以親水概念設計出的復育方案同意資助。2008年展開問卷調查中，對於醉月湖計劃將湖心亭拆除改建成噴泉，引發臺灣大學學生們反對。
1972年，閻振興校長參訪清華大學後認為此區可參照開發為休憩活動空間，故委任總務處營繕組潘榮煌設計出「台大池」並開始施工，由營繕組負責養護管理。完工後所呈現湖心亭是沒有橋可接連至湖岸，直到現今仍是如此。在未設置圍欄前，由於湖心亭是學生們做為活動的場所，常會划舟前往，但有次女同學為前往湖心亭卻溺斃於湖中，自此開始就沒有船，且岸邊出現圍欄。

### 命名
醉月湖之名起源於學生間的稱呼。1973年，鄭梓和蘇元良兩位同學為舉辦畢業聯誼會，因此策劃了划船比賽，為了能使畢業生踴躍參與及吸引校內其它同學的目光，這兩位同學將比賽地點命名「醉月湖」，名稱意涵或許來自李白〈春夜宴桃李園序〉的「開瓊筵以坐花，飛羽觴而醉月」名句。直到划船比賽的當日，「醉月湖」之名才出現於《畢聯會訊》，而後媒體及校內人士廣為稱之。

### 整修
醉月湖因出現景觀及安全的問題，如：水質混濁、圍欄傾斜、步道鋪面破損以及與地面落差過高等，為此校方將改善醉月湖的景觀及維護民眾活動的安全，在整合各方意見後，於2011年8月開始動工。這次整修距上次時間已將近三十年（民國70餘年）。自動工以來，醉月湖陸續出現整修經費的爭議及整修工程遭人投訴等情況。
2011年9月10日，《台灣蘋果日報》指出民眾投訴，臺灣大學進行醉月湖整修工程因湖水被抽掉，導致魚群死亡而散發臭味；校方對此則表示工程進行前，已將湖中的魚群撈出，然後移至養殖場託人寄養，但是魚群數量多，且捕捉過程中會四處奔游下，造成湖中魚群仍無法全部撈出。同年9月12日，醉月湖整修工程被傳出是挪用教育部補助款，造成臺灣大學的學生及校友們憂心這項工程會使醉月湖不復舊貌，對此校方否認。歷經四個月整修後，醉月湖整修工程於2011年12月完工。完工後醉月湖擁有曝氣設備，為這三座湖水循環，還有造景瀑布等的景觀。

### 腳註
1. 1 2 3  《瑠公圳（臺大段）復原整體規劃設計 （页面存档备份，存于）》教育部、國立臺灣大學2003年10月13日
2. 1 2 3  吳密察; 柯慶明; 葉國良. . 臺北市: 臺大出版中心. 2013. ISBN 978-986-03-6988-5 （中文（臺灣））.
3. ↑  《台灣的古圳道》／（3）瑠公圳親水空間復育.NOWnews今日新聞網.2003-04-26[]
4. ↑  陳怡靜.台大湖心亭擬改噴泉 （页面存档备份，存于）.蘋果日報.2008-09-01
5. ↑  .   [2012-10-14]. （原始内容存档于2014-10-31）.
6. 1 2  醉月湖的橋 （页面存档备份，存于）臺灣大學校史館2006年05月25日
7. ↑  蘇元良.臺大醉月湖名考 （页面存档备份，存于）.臺大校友雙月刊第63期
8. 1 2  《改善環境安全醉月湖全面整修[永久]》台大總務處2011年09月19日
9. ↑  醉月湖抽乾魚屍發臭 （页面存档备份，存于）.蘋果日報.2011-09-10
10. ↑  台大整修醉月湖動用教部補助?.民視新聞網.2011-09-12 （页面存档备份，存于）
11. ↑  部分教授質疑挪學術經費改建／台大醉月湖「變臉」校友憂變八仙樂園.自由電子報.2011-09-12 （页面存档备份，存于）
12. 1 2  3千萬翻修台大醉月湖完工.民視新聞網.2011-12-23 （页面存档备份，存于）

### 文獻
- 臺大校園十二美景-醉月湖 （繁體中文）（页面存档备份，存于）